# 127-мм корабельна гармата 5"/51
127-мм корабельна гармата 5"/51 (англ. 5-inch/51-caliber gun, вимовляється як «п'ятидюймова п'ятдесят першого калібру») — американська універсальна корабельна гармата, що перебувала на озброєнні різних типів бойових, допоміжних кораблів і суден військово-морських сил США з 1911 до 1947 року й служила у найнапруженіші моменти події Першої і Другої світових війн. Артилерійська система 5"/51 надійшла на озброєння американського флоту у 1911 році.
127-мм корабельна гармата 5"/51 була розроблена як основне озброєння есмінців, міноносців та інших надводних кораблів, а також як допоміжне озброєння на лінкорах типу «Флорида», яких було встановлено на 16 кораблях. Гармати добре служили під час Першої світової війни, але з усвідомленням необхідності посилення протиповітряного захисту (особливо після нападу на Перл-Гарбор) було ухвалено рішення щодо оснащення універсальними гарматами 5"/38 лінійних кораблів пізніших випусків, а також деяких з лінійних кораблів часів Першої світової війни, що також були переозброєні універсальними гарматами. Зайві гармати 5"/51 зі списаних або переозброєних лінійних кораблів були встановлені на куттери берегової охорони США, допоміжні кораблі, малі авіаносці, у батареї берегової оборони та озброєні торговельні судна. Згідно штатів 1939 року батальйони морської піхоти, що виконували функції берегової оборони, мали на озброєнні шість таких гармат кожен. 5"/51 берегові батареї з великою ефективністю застосовувалися 1-м батальйоном морської піхоти під час битви за острів Вейк у грудні 1941 року. До 1943 року їх замінили в батальйонних районах оборони на 155-мм гармати «Лонг Том». Шість підводних човнів типу «Тамбор» також були переозброєні 5-дюймовими/51 гарматами «мокрого типу» під час Другої світової війни, взятими з підводних човнів типу «Баракуда» або з резерву.

## Список бойових кораблів, на яких встановлювалася гармата
| - USS Olympia (C-6) - USS Chester (CL-1) - USS Birmingham (CL-2) - USS Salem (CL-3) - USS Florida (BB-30) - USS Utah (BB-31) - USS Wyoming (BB-32) | - USS Arkansas (BB-33) - USS New York (BB-34) - USS Texas (BB-35) - USS Nevada (BB-36) - USS Oklahoma (BB-37) - USS Pennsylvania (BB-38) - USS Arizona (BB-39) | - USS New Mexico (BB-40) - USS Mississippi (BB-41) - USS Idaho (BB-42) - USS Tennessee (BB-43) - USS California (BB-44) - USS Colorado (BB-45) - USS Maryland (BB-46) | - USS West Virginia (BB-48) - USS Hatfield (DD-231) - USS Brooks (DD-232) - USS Gilmer (DD-233) - USS Fox (DD-234) - USS Kane (DD-235) - USS Barracuda (SS-163) | - USS Bass (SS-164) - USS Bonita (SS-165) - USS Langley (CV-1) - USS Long Island (CVE-1) - USS Sangamon (CVE-26) - USS Suwannee (CVE-27) - USS Chenango (CVE-28) | - USS Santee (CVE-29) - USS Charger (CVE-30) - Авіаносці типу «Боуг» - Підводні човни типу «Тамбор» - Шлюпи типу «Банфф» - Куттери типу «Трежері» - Куттери типу «Тампа» |

## Зброя схожа за призначенням, ТТХ та епохою застосування
- 133-мм корабельна гармата QF 5.25 inch Mark I
- 120-мм морська гармата BL 4.7 inch /45
- 120-мм корабельна гармата QF Mark IX & XII
- 127-мм корабельна гармата SKC/34
- 128-мм зенітна гармата FlaK 40
- 130-мм корабельна гармата OTO/Ansaldo Mod. 1937/1938
- 130-мм корабельна гармата зразка 1935 року (Б-13)
- 130-мм артилерійська установка Б-2ЛМ
- 130-мм корабельна гармата Modèle 1919
- 130-мм корабельна гармата Modèle 1924
- 130-мм корабельна гармата Modèle 1932/1935
- 127-мм зенітна гармата 5"/25
- 127-мм корабельна гармата Mark 12 5"/38
- 120-мм корабельна гармата Типу 3-го року
- 127-мм корабельна гармата Type 3